# Confort-Meilars
Confort-Meilars település Franciaországban, Finistère megyében. Lakosainak száma 860 fő (2022. január 1.). Confort-Meilars Beuzec-Cap-Sizun, Mahalon, Pont-Croix és Poullan-sur-Mer községekkel határos.

## Népesség
A település népességének változása:
| Lakosok száma | 635  | 695  | 727  | 762  | 899  | 882  | 879  | 873  | 873  | 860  |
|               | 1968 | 1982 | 1990 | 2006 | 2013 | 2015 | 2017 | 2019 | 2020 | 2022 |